# B.A. Paris
B.A. Paris, pseudonimo di Bernadette MacDougall (Surrey, 1958), è una scrittrice britannica.

## Biografia
B.A. Paris è una scrittrice di narrativa franco-britannica, principalmente nel sottogenere del thriller psicologico. Il suo romanzo d'esordio, La coppia perfetta (2016), è stato tradotto in 40 lingue e ha venduto più di 3,5 milioni di copie in tutto il mondo.
È la terza di sei figli, di cui quattro fratelli e una sorella. Dopo aver completato gli studi, si è trasferita in Francia, dove ha lavorato per diversi anni come trader in una banca internazionale a Parigi. Durante questo periodo ha incontrato suo marito, dal quale ora ha 5 figlie. Alla fine hanno lasciato il mondo della finanza per fondare insieme una scuola di lingue.
Fu solo dopo aver compiuto 50 anni che B.A. Paris iniziò a scrivere, quando una delle sue figlie le suggerì di partecipare a un concorso di scrittura pubblicizzato su una rivista. Anche se non ha vinto, questo l'ha portata a scrivere i suoi primi romanzi, incluso il suo debutto bestseller a livello internazionale La coppia perfetta.

## Opere
- La coppia perfetta, Editrice Nord, 2016, ISBN 978-8842927112
- La moglie imperfetta, Editrice Nord, 2017, ISBN 978-8842930068
- Non dimenticare, Editrice Nord, 2019, ISBN 978-8842931157
- Il dilemma, Editrice Nord, 2021, ISBN 978-8850265114
- La psicologa, Editrice Nord, 2022 ISBN 978-8842934561
- La reclusa, Editrice Nord, 2023, ISBN 978-8842935391
- L'amica, Editrice Nord, 2024, ISBN 978-8842936015